# 幼儿师范站

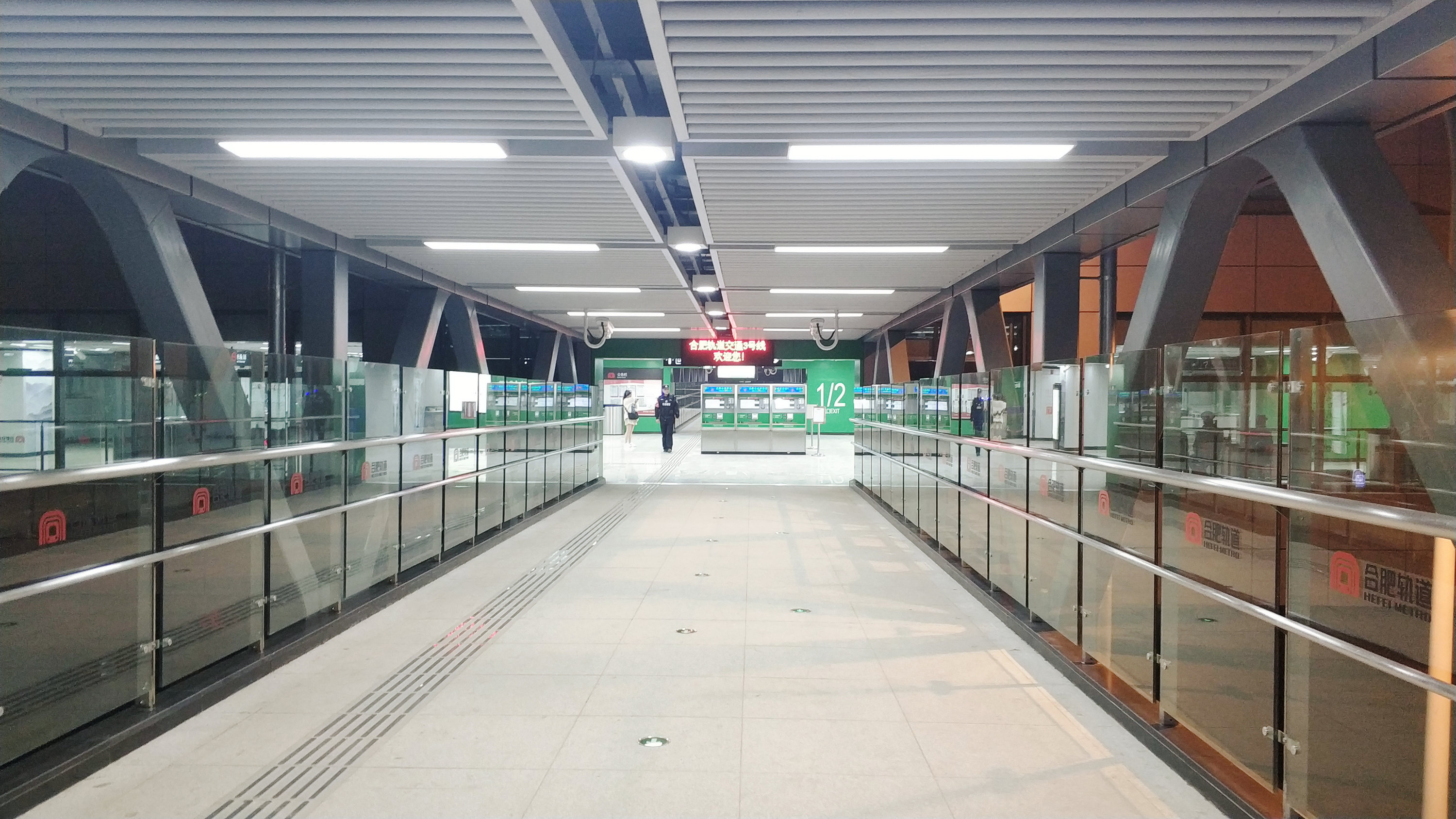
幼儿师范站内景

幼儿师范站位于中华人民共和国安徽省合肥市瑶海区文忠路与学林路交叉口，是合肥轨道交通3号线的地铁车站，工程站名学林路站。

## 车站楼层
| 3 |                                    | █ 3号线列车往馆驿方向 （文浍苑） |  |
| 3 | 岛式站台                           |                                  |  |
| 3 | █ 3号线列车往相城路方向 （职教城） |                                  |  |
| 2 | 站厅                               | 票务服务、自动售票机、人工服务台 |  |
| 1 |                                    | 出入口、商业                     |  |

## 车站结构
幼儿师范站位于文忠路与学林路交叉口北侧，沿文忠路南北向布置，为地上三层双柱三跨鱼腹岛式站，共设2个出入口。